# Régates à Perros-Guirec
Régates à Perros-Guirec est un tableau réalisé par le peintre français Maurice Denis en 1897. Cette huile sur carton marouflé sur panneau parqueté représente l'animation qui règne sur le port de Perros-Guirec, dans les Côtes-du-Nord, pendant des régates. Léguée par Geoffroy de Chavagnac, l'œuvre est conservée depuis 1988 au musée départemental Maurice-Denis, à Saint-Germain-en-Laye, dans les Yvelines. Une autre peinture de l'artiste partageant son titre, son sujet et son style se trouve par ailleurs au musée de Pont-Aven, à Pont-Aven, dans le Finistère, mais sa datation, son format et sa composition sont très différents.

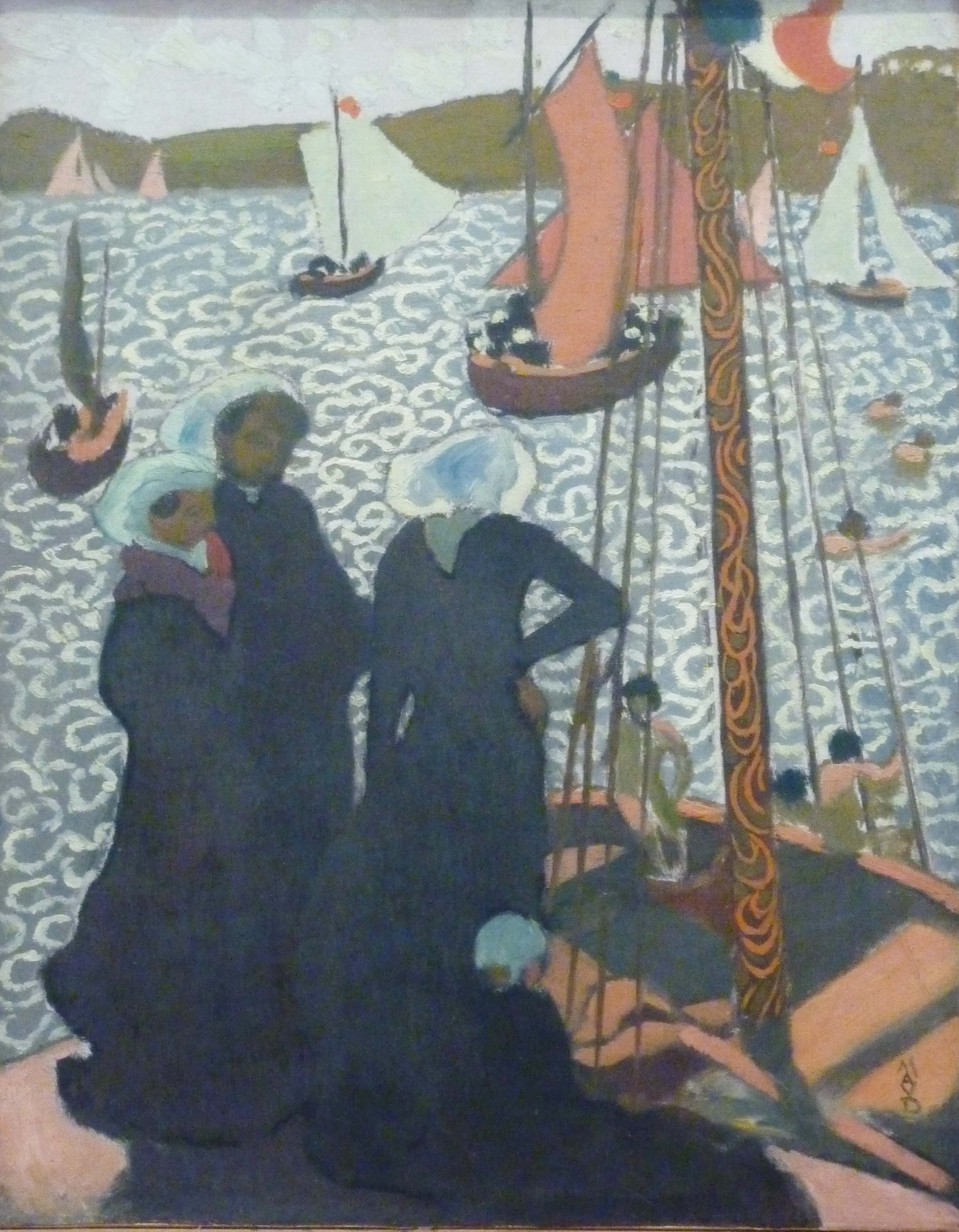
Régates à Perros-Guirec, 1892 – Musée de Pont-Aven, Pont-Aven.